# Cmentarz wojenny nr 369 – Stara Wieś-Golców
Cmentarz wojenny nr 369 – Stara Wieś-Golców – pochodzący z okresu I wojny światowej cmentarz wojenny na Golcowie w Beskidzie Wyspowym, na granicy miejscowości Siekierczyna i Stara Wieś. Należy do okręgu X (Limanowa) Oddziału Grobów Wojennych C. i K. Komendantury Wojskowej w Krakowie. Jest jednym z 400 cmentarzy tego oddziału, z tego w okręgu limanowskim jest ich 36.

## Historia
Pochowano na nim żołnierzy austriackich i rosyjskich, którzy zginęli w dniach 7–12 grudnia 1914 w czasie operacji limanowsko-łapanowskiej. Bitwa ta zakończyła się zwycięstwem wojsk austriackich, którzy zahamowali rosyjską ofensywę w kierunku Krakowa i Śląska. Cmentarze z tej bitwy znajdują się jeszcze w wielu innych miejscach w okolicy Limanowej.

## Opis cmentarza
Cmentarz na Golcowie znajduje się pod lasem, na wschodnich stokach Golcowa. Ma powierzchnię 366 m² i jest ogrodzony. Ogrodzenie tworzą murowane z kamienia słupki, betonowa podmurówka i grube rury żelazne pomiędzy słupkami. Na cmentarzu znajduje się 10 grobów zbiorowych i 16 pojedynczych z żeliwnymi krzyżami łacińskimi i lotaryńskimi. Nazwisk brak. Łącznie pochowano tutaj 47 żołnierzy armii austro-węgierskiej i 32 armii rosyjskiej. W górnej części cmentarza zasadzono pojedynczego modrzewia. Cmentarz wykonano jeszcze w czasie trwania wojny. Przystąpiono do tego w 1915, niezwłocznie po tym, jak w wyniku zwycięskiej dla Austriaków bitwy pod Gorlicami Rosjanie zostali odsunięci dalej na wschód. Projektantem cmentarza był Gustav Ludvig, ten sam, który projektował pobliski reprezentacyjny cmentarz wojenny nr 368 – Limanowa-Jabłoniec.
Obok cmentarza prowadzi szlak turystyczny z Limanowej. Dla turystów wykonano przy cmentarzu zadaszoną wiatę z ławkami. Z miejsca tego rozciągają się rozlegle widoki na leżącą w dole Limanową i wznoszące się nad nią Pasmo Łososińskie.

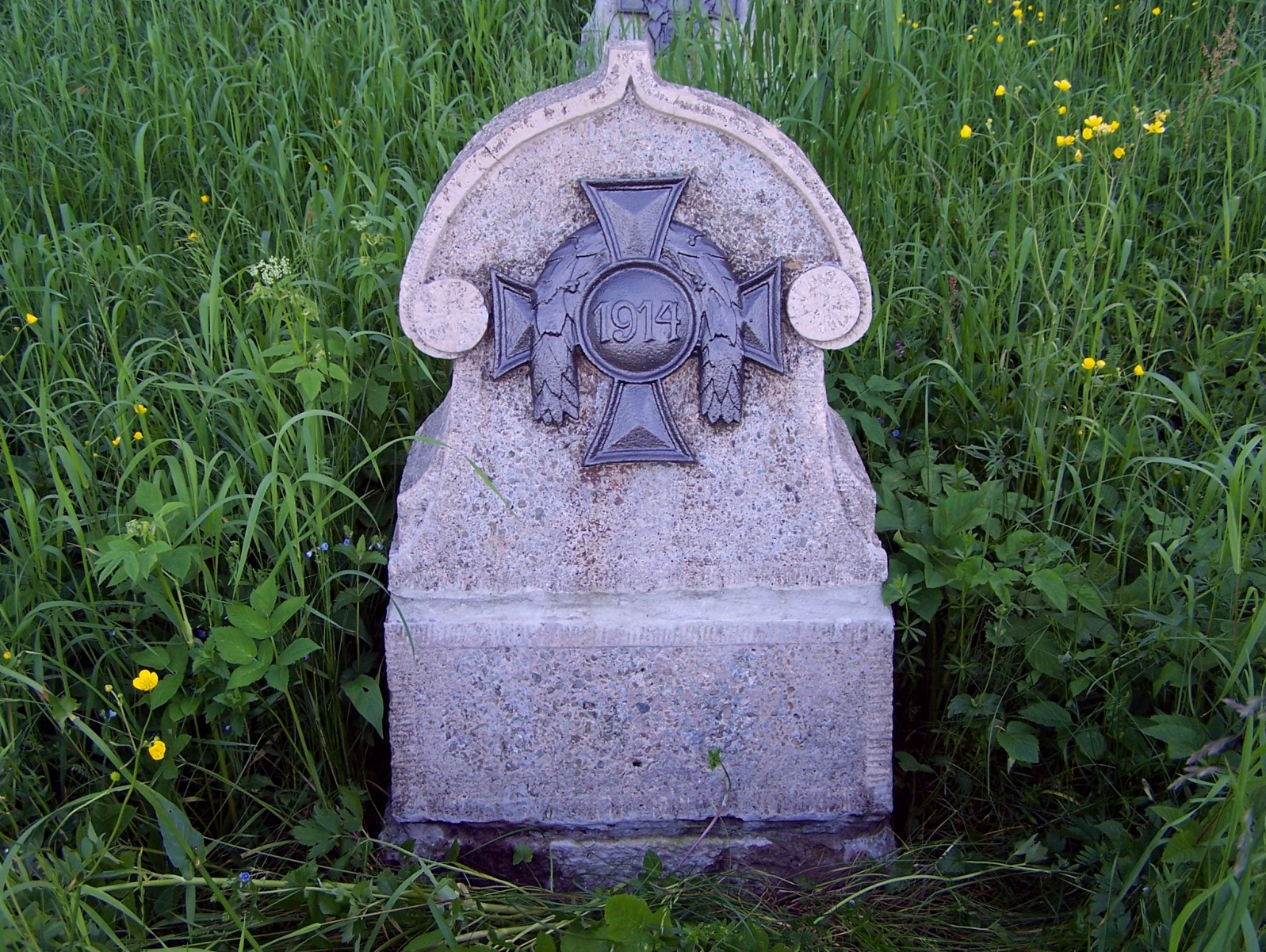
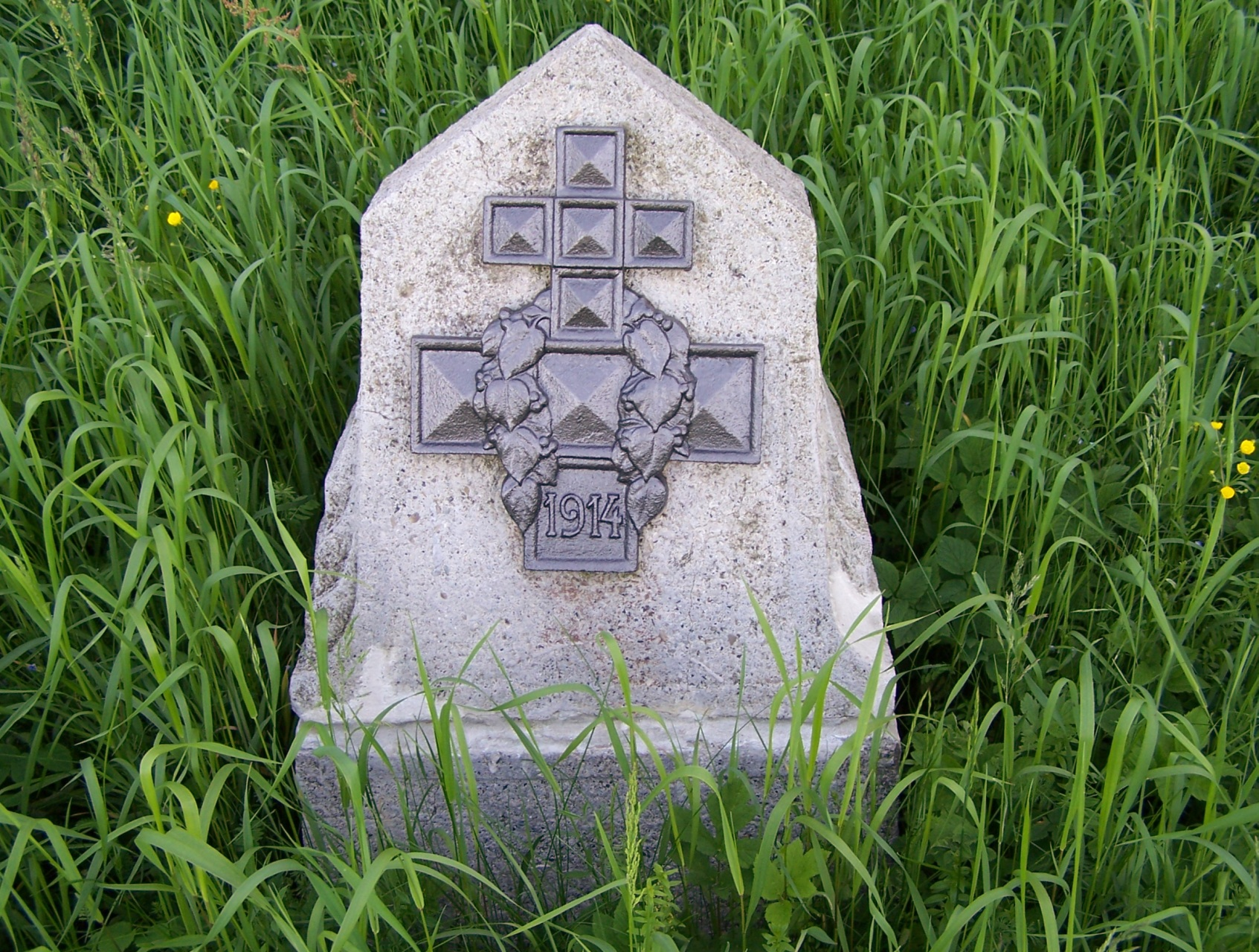
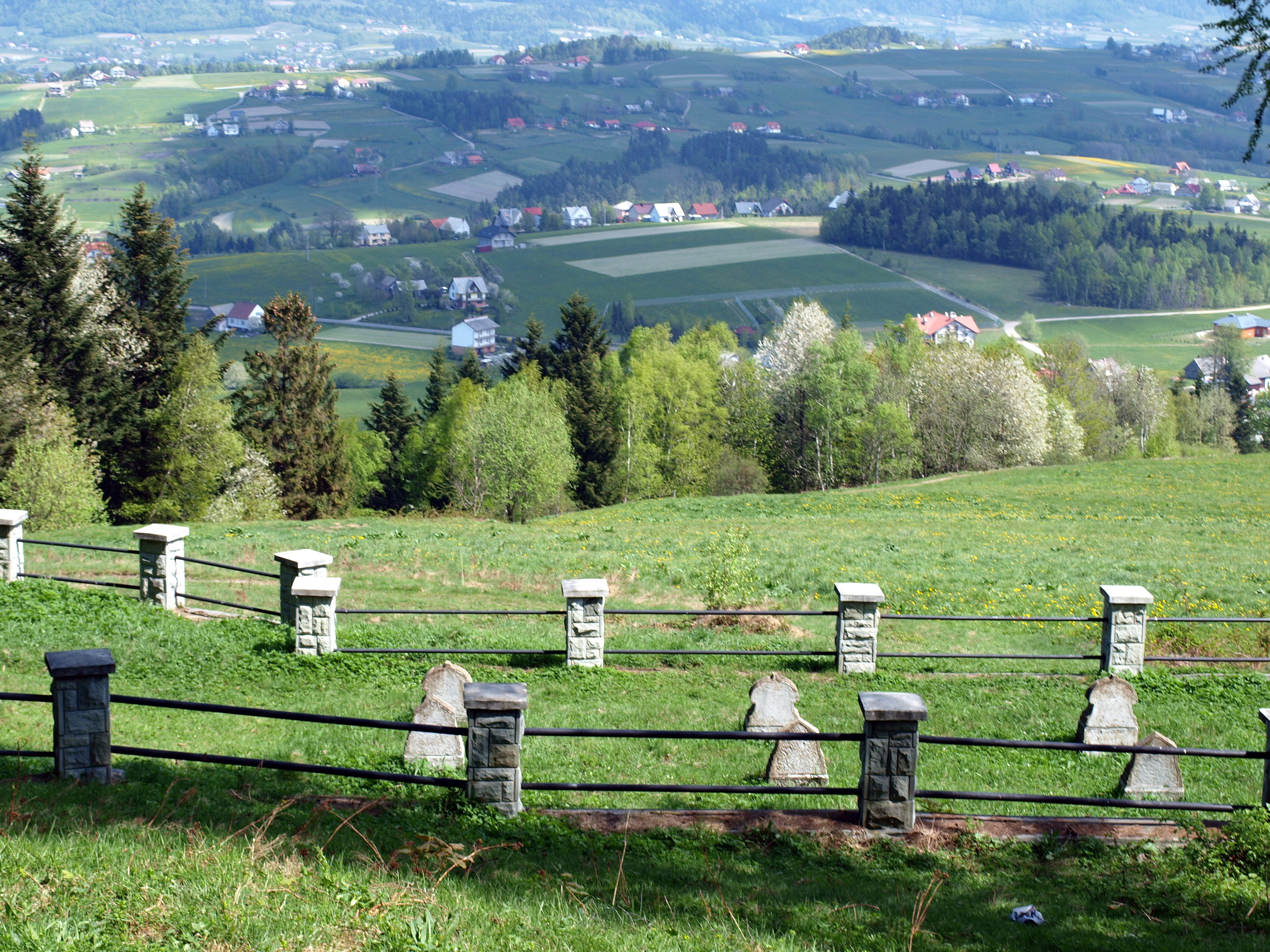
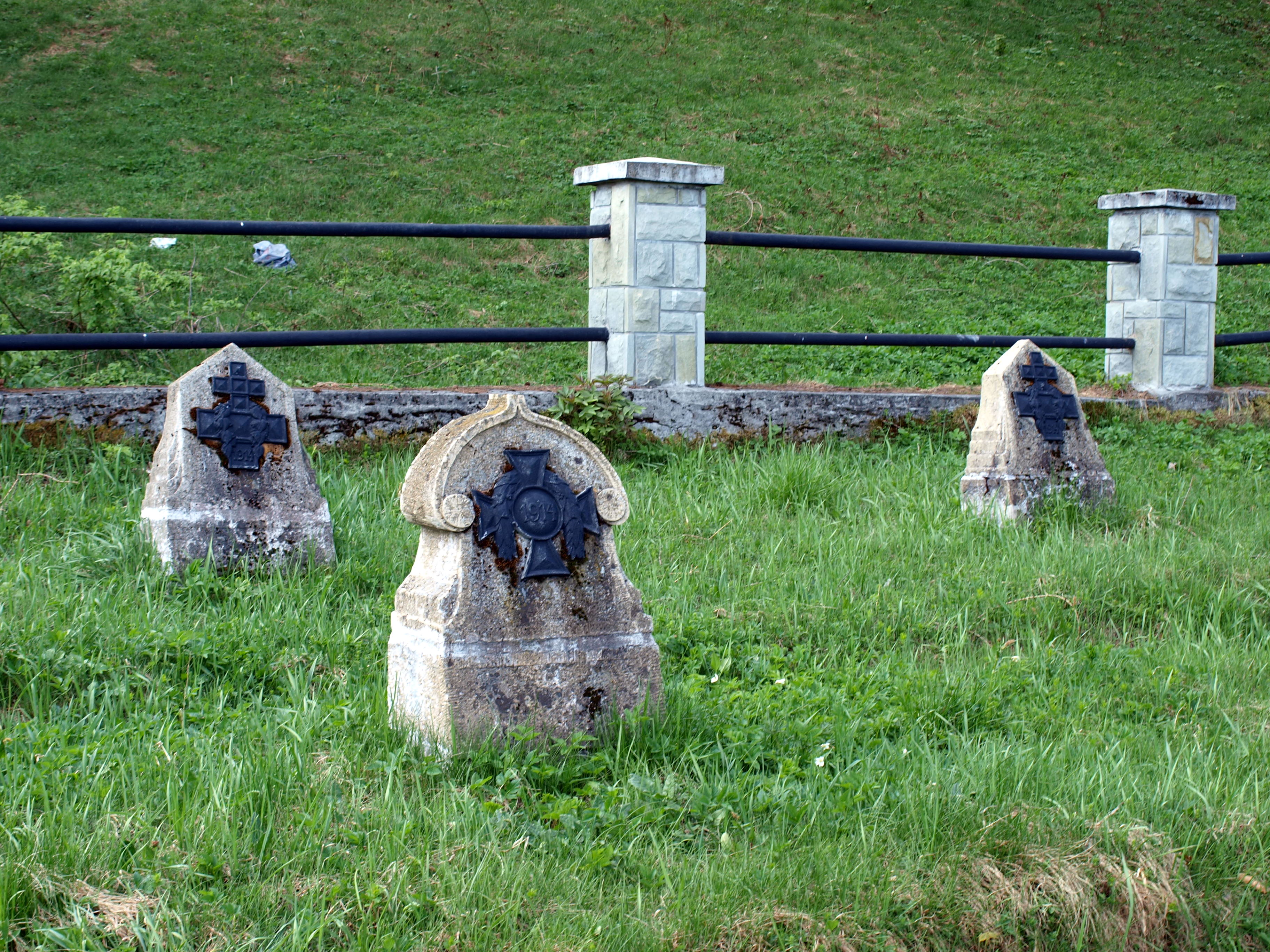

## Piesze szlaki turystyczne
niebieski: Limanowa – Jabłoniec – Golców – Przełęcz Ostra-Cichoń.